# Can Miquel Ferran
Can Miquel Ferran és una casa de Sant Vicenç de Montalt (Maresme) inclosa a l'Inventari del Patrimoni Arquitectònic de Catalunya.

## Descripció
Casa amb planta baixa i pis. Té la porta d'accés adovellada amb totxo massís formant un arc, al igual que la finestra que té al costat. Les petites finestres del pis són de pedra. L'edifici està cobert a dues aigües teulades. La restauració efectuada fa poc, encara que correctíssima, ha introduït un arc de dubtosa fidelitat a l'original.